# QTC
| Sigles de 2 caractères   |
| ► Sigles de 3 caractères |
| Sigles de 4 caractères   |
| Sigles de 5 caractères   |
| Sigles de 6 caractères   |
| Sigles de 7 caractères   |
| Sigles de 8 caractères   |

QTC est un code qui signifie « Combien de messages avez-vous à me transmettre (ou à transmettre à…) ? » ((en) How many telegrams have you to send?) selon le code Q.